# Mindfreak
Mindfreak е американско телевизионно шоу създадено от илюзиониста Крис Ейнджъл и неговия брат. То се излъчва от 20 юли 2005 по телевизионната мрежа A&E. В шоуто се показват улична магия, изумителни фокуси и сложни каскади, изпълнявани от Ейнджъл. В отговор на запитване за това как прави тези трикове Крис Ейнджъл, въпреки че отказва да разкрие начините си, споделя, че няма нищо свръхестествено. Шоуто има 6 сезона.